# New Faces-New Sounds (Lou Donaldson e Clifford Brown)
| Recensione | Giudizio |
| ---------- | -------- |
| AllMusic   | [ 1 ]    |

New Faces-New Sounds è un album di Lou Donaldson e di Clifford Brown, pubblicato dalla Blue Note Records nel 1954.

## Tracce
Lato A
1. Carvin' the Rock – 3:57 (Elmo Hope, Sonny Rollins)
2. You Got to My Head – 4:21 (Haven Gillespie, J. Fred Coots)
3. De-Dah – 4:51 (Elmo Hope)

Lato B
1. Brownie Speaks – 3:47 (Clifford Brown)
2. Cookin' – 3:14 (Lou Donaldson)
3. Bellarosa – 4:14 (Elmo Hope, Sonny Rollins)

## Musicisti
Lou Donaldson / Clifford Brown
- Lou Donaldson – sassofono alto
- Clifford Brown – tromba
- Elmo Hope – pianoforte
- Percy Heath – contrabbasso
- Philly Joe Jones – batteria